# Ettelbruck
Ettelbruck (luxemburgiska: Ettelbréck, tyska: Ettelbrück) är en kommun och en stad i centrala Luxemburg. Kommunen ligger i kantonen Diekirch. Den hade år 2019, 8 926 invånare. Arean är 15,2 kvadratkilometer.